# Souimanga malachite
Nectarinia famosa
Espèce
Statut de conservation UICN

 LC  : Préoccupation mineure
Le Souimanga malachite (Nectarinia famosa) est une espèce de passereaux de la famille des Nectariniidae.

## Répartition
Cet oiseau vit dans les zones élevées d'Afrique australe et orientale.

## Galerie

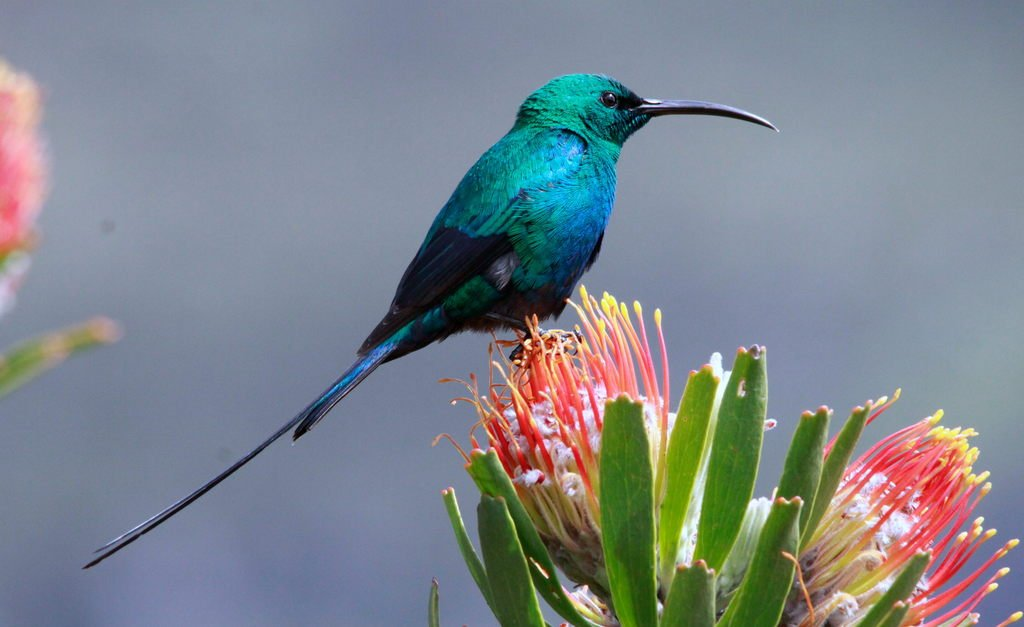
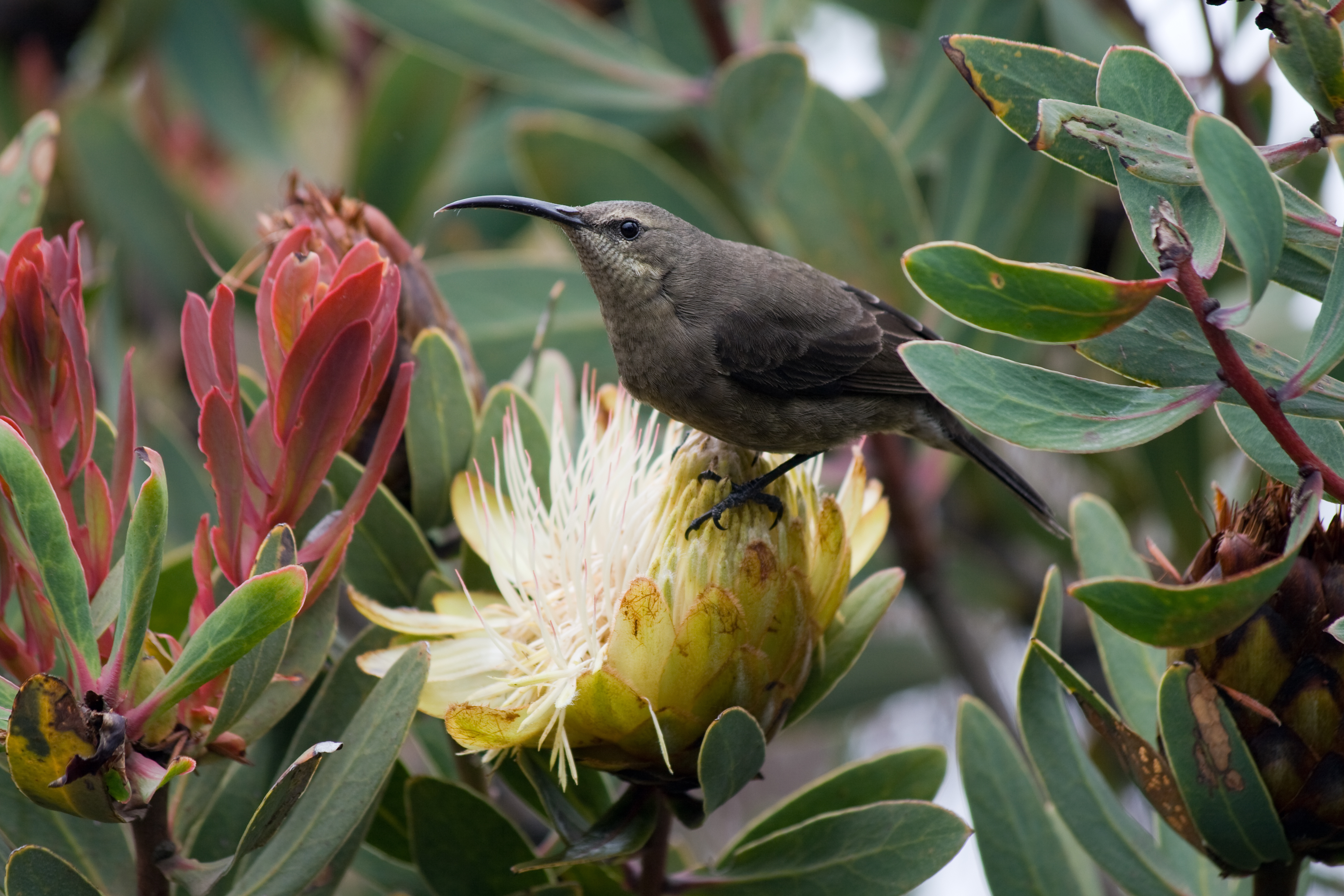
Femelle
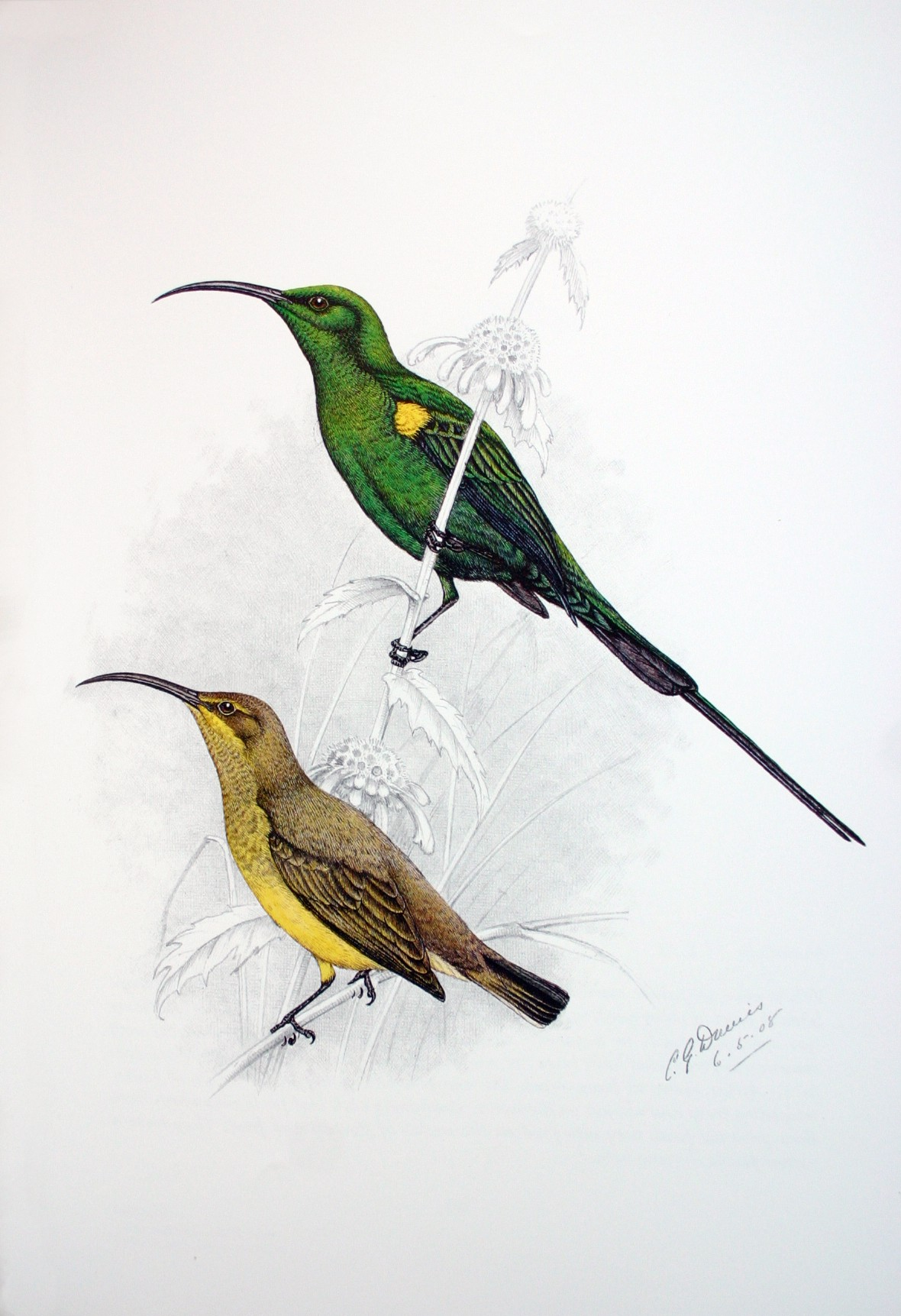
Mâle (en haut) et femelle

## Sous-espèces
Selon Peterson
- Nectarinia famosa cupreonitens Shelley 1876
- Nectarinia famosa famosa (Linnaeus) 1766

## Référence
- Sinclair, Hockey and Tarboton, SASOL Birds of Southern Africa,  (ISBN 1-86872-721-1)